# Pachylebiodes
Pachylebiodes is een geslacht van kevers uit de familie van de loopkevers (Carabidae). De wetenschappelijke naam van het geslacht is voor het eerst geldig gepubliceerd in 1971 door Mateu.

## Soorten
Het geslacht Pachylebiodes is monotypisch en omvat slechts de volgende soort:
- Pachylebiodes vadoni (Jeannel, 1949)